# ديلان لورين
ديلان لورين (بالإنجليزية: Dylan Lauren)‏ هي سيدة أعمال أمريكية ولدت في يوم 9 مايو 1974 في نيويورك في الولايات المتحدة، هي ابنة رجل الأعمال ومصمم الأزياء الأمريكي المشهور رالف لورين، وهي مالكة شركة ديلان كاندي بار وألتي تعتبر أكبر شركة لإنتاج لخزن الحلويات في العالم.

## روابط خارجية
- ديلان لورين على موقع IMDb (الإنجليزية)
- ديلان لورين على موقع قاعدة بيانات الفيلم (الإنجليزية)